# Matt Carasiti
Matthew Joseph Carasiti (Berlin, Connecticut, 1991. július 23. –) amerikai profi baseball-felváltódobó, a Boston Red Sox franchise tagja. Carasiti a Major League Baseballban (MLB) szereplő Colorado Rockies és Seattle Mariners, illetve a Nippon Professional Baseballban (NPB) szereplő Tokió Yakult Swallows csapatában játszott.

## Fiatalkora
A connecticuti East Berlinben nőtt fel. Középfokú iskolai végzettségét a Berlin High Schoolban végezte, ahol kimagaslóan jó baseball-dobójátékos volt. Carasitit először a Texas Rangers draftolta, a 2009 Major League Baseball-draft harminchatodik körében (összességében az 1084-ként), azonban az ajánlatot nem fogadta el, helyette inkább a queensi St. John’s University baseballösztöndíját választotta. Carasiti segítségével a St. John’s rekorddöntő hetedik alkalommal nyerte el a Big East Conference Baseball Tournament bajnokságot. Carasitit választották a bajnokság legkiemelkedőbb játékosának; a csapata négy győzelméből kettőt az ő nevéhez írtak be.

## Profi pályafutása

### Colorado Rockies
Carasitit 2012. június 5-én, a 2012 Major League Baseball-draft 194. választottjaként draftolta a Colorado Rockies.
Carasitit 2016. augusztus 12-én felhívták a Rockiesba, MLB-bemutatkozása ugyanazon napon történt; két játékrészt játszott felváltódobóként a Philadelphia Phillies ellen 10–6 arányban elvesztett mérkőzésen. 2016. december 15-én alsóbb ligás szerződést írt alá a Rockies csapatával, melyben meghívást kapott a 2017-es tavaszi edzőjátékokra.

### Chicago Cubs
Carasitit 2017. június 26-án Zac Rosscupért elcserélték a Chicago Cubs csapatával. A szerződését 2017. november 6-án  vásárolták meg, azonban december 1-jén felbontották azt, hogy Carasiti Japánban folytathassa a pályafutását.

### Tokió Yakult Swallows
Carasiti 2017. december 5-én leszerződött a Nippon Professional Baseball (NPB) bajnokságban szereplő Tokió Yakult Swallows csapatával. A szerződése a szezon végén lejárt.

### Chicago Cubs
Carasiti 2019. január 2-án alsóbb ligás szerződést kötött a Chicago Cubs csapatával. 2019. július 7-én a Cubs felbontotta a szerződését.

### Seattle Mariners
2019. július 7-én alsóbb ligás szerződést kötött a Seattle Mariners csapatával. A Mariners június 23-án felhívta, és még ugyanazon a napon pályára állította a Baltimore Orioles ellen.